# Parthenope (planetka)
(11) Parthenope je velká jasná planetka hlavního pásu. Objevil ji 11. května 1850 Annibale de Gasparis v italském městě Neapol. Planetka byla pojmenována po jedné siréně z řecké mytologie.